# Agnosia microta
Agnosia microta är en fjärilsart som beskrevs av George Francis Hampson 1907. Agnosia microta ingår i släktet Agnosia och familjen svärmare. Inga underarter finns listade i Catalogue of Life.